# Het woeden der gehele wereld (film)
Het woeden der gehele wereld is een Nederlandse verfilming uit 2006 van de gelijknamige roman van schrijver Maarten 't Hart uit 1993. De film speelt zich af tijdens en net na de Tweede Wereldoorlog. De meeste opnamen zijn gemaakt in Maassluis en Leiden.
In de media kreeg de film weinig positieve recensies. Hij werd in bioscopen niet zeer goed bezocht. De auteur Maarten 't Hart gaf later te kennen dat hij weinig had herkend van zijn eigen roman.
De film won in 2006 drie Gouden Uien, in de categorieën Slechtste Film, Slechtste Regisseur en Nodeloos Nederlands Naakt en was ook genomineerd voor Slechtste Actrice en Slechtste Acteur.

## Verhaal
Het is 1940 en de Joodse gezinnen Oberstein, Edersheim en Rosenblat willen vanuit Rotterdam per boot naar Engeland vluchten om te ontsnappen aan de Duitse onderdrukking. Het schip, met als kapitein Joost Vroom, wordt op de Noordzee onderschept door een Duitse onderzeeër en getorpedeerd. De opvarenden weten te ontkomen in een sloep, maar zijn al hun bezittingen kwijt en keren terug naar Nederland. Daar worden ze ondergebracht bij apotheker Minderhout.
Het kinderloze echtpaar Goudveyl draait goede tijden met hun handel in antieke meubelen. Het vertrek van veel Joden heeft hen geen windeieren gelegd, zo kopen ze hun hele inboedel op voor weinig geld.
Kapitein Vroom is inmiddels NSB-agent geworden en vraagt genoegdoening omdat zijn schip hem ontnomen is. Hij wil geld zien van zijn Joodse passagiers en indien dat niet gebeurt, zal hij hen verraden. Als Aaron en Ruth Oberstein in afwachting zijn van de geboorte van hun kind, vallen Duitse soldaten het huis van Minderhout binnen en weet Aaron te vluchten; zijn vrouw Ruth en pasgeboren zoon blijven achter in Duitse handen.
Na de oorlog, het is inmiddels 1958, probeert politieagent Vroom nog steeds zijn doel te bereiken om een nieuw schip te kunnen kopen. Hij ziet in de krant dat de violist Aaron Oberstein Rotterdam aandoet. Op de avond van het concert stelt Vroom Oberstein voor dat die hem 20.000 dollar betaalt. Hij zal dan zijn door Vroom tijdens de overtocht gestolen gouden ring terugkrijgen, en ook zijn zoon. Oberstein wil hier eerst niet aan, maar zwicht toch. Ze spreken af in de garage bij de familie Goudveyl, waar Alex Goudveyl een religieuze bijeenkomst opluistert met pianomuziek. Daar krijgt Vroom uit handen van Oberstein de 20.000 dollar. In ruil hiervoor krijgt Oberstein de ring terug en vertelt Vroom hem dat zijn zoon achter hem zit, waarna er een schot klinkt en Vroom op de grond valt. Oberstein vlucht wanhopig.
Hierna volgt een onderzoek geleid door de inspecteurs Graswincel en Douvetrap die de jonge Alex Goudveyl ondervragen over hoe de dader eruitgezien zou hebben. Alex vertelt dat hij niet meer gezien heeft dan een sjaal voor het gezicht. De jongen krijgt vaak nachtmerries over zijn belager en denkt dat die hem ook dood wil hebben.
Als Alex een jaar later gaat studeren, vertellen zijn ouders wat meer over het voorval van de moord maar niet alles. Zijn ouders overlijden een aantal weken later aan koolmonoxidevergiftiging.
Inspecteur Douvetrap roept ten slotte alle verdachten bijeen in het huis van Goudveyl, en geeft zijn slotverklaring. Aaron Oberstein wist niet dat Alex zijn zoon was. Het koppel Goudveyl was kinderloos en Alex werd door Vroom stiekem bij hen ondergebracht. Moeder en vader Goudveyl hadden er genoeg van zich door Vroom te laten chanteren. Daarom vermoordde pleegmoeder Goudveyl Vroom. Omdat zij nu ook dood is, is hierbij de zaak gesloten.

## Rolverdeling
- Maarten Heijmans - Alex Goudveyl
- Cees Geel - Joost Vroom
- Miryanna van Reeden - Maria Minderhout
- Reinout Bussemaker - Simon Minderhout
- Bart de Vries - Aaron Oberstein
- Anna Speller - Joanna Oberstein
- Vivienne van den Assem - Ruth Oberstein
- Frank Lammers - Inspecteur Duivetrap
- Joost Prinsen - Inspecteur Glaswincel
- Peer Mascini - Dominee Meewers
- Cas Enklaar - Dokter Gobert
- Esther Waij - Yvonne Varekamp
- Marcel Faber - Leen Varenkamp
- Kim Pieters - Alice van Essen
- Peter Drost - Vader Goudveyl
- Hugo Haenen - Bram Edersheim
- Ottolien Boeschoten - Moeder Goudveyl
- René van 't Hof - Doodgraver 1
- Frits Lambrechts - Doodgraver 2
- Bob Radstaak - William van Essen
- Nyncke Beekhuyzen - Judith Oberstein
- Lizelotte van Dijk - Esther Edersheim
- Anne Fehres - Scholier 1
- Jim Zweerts - Scholier 2